# Kötelezettségszegési eljárás
A kötelezettségszegési eljárás  az Európai Bizottság jogi eszköze az uniós jog végrehajtásának biztosítására. 

## Fogalma
Az európai uniós Szerződések értelmében az Európai Bizottság vizsgálja az uniós jog végrehajtását. Ha egy tagállam nem teljesíti valamely kötelezettségét, a Bizottság jogi lépéseket tehet: kötelezettségszegési eljárást indíthat, majd szükség esetén az Európai Bírósághoz fordulhat.

## Szakaszai
A kötelezettségszegési eljárás szakaszai:
- A Bizottság felszólítást küld és információkat kér a tagállamtól ("formal notice").
- Ha a tagállam nem ad kellő magyarázatot illetve nem szünteti meg a Bizottság által jogsértőnek ítélt állapotot, a Bizottság indoklással ellátott véleményt küldésével hivatalosan felkéri a tagállamot az uniós jogszabályok betartására, és tájékoztatást kér a helyzet megoldása érdekében hozott intézkedésekről ("reasoned opinion').
- Ha a tagállam továbbra sem szünteti meg a Bizottság által jogsértőnek ítélt állapotot, a Bizottság az ügyet a Bíróság elé utalhatja.
- Ha a Bíróság arra a következtetésre jut, hogy a tagállam megsértette az uniós jogot, ítéletet hoz a tagállam által meghozandó intézkedésekről.
- Kivételes esetben, amennyiben a tagállam nem hajtja végre a Bíróság ítéletét, a Bizottság ismét a Bírósághoz fordulhat, bírság kiszabását kérve.

## Jellemzői
A Bizottság a kötelezettségszegési eljárásokról évente jelentést ad ki.
A kötelezettségszegési eljárások jellemzően az irányelvekhez kötődnek, azoknak a tagállamok jogrendszerébe történő késő vagy nem megfelelő beillesztése miatt indulnak.
A Bizottság évente több száz kötelezettségszegési eljárást indít. Az eljárások többsége az első szakaszok egyikében lezárul.
A kötelezettségszegési eljárások legnagyobb része a belső piaccal, a környezetvédelemmel, a közlekedéssel kapcsolatos uniós joghoz kötődik.

## Kötelezettségszegési eljárások Magyarországgal szemben
Magyarországgal szemben a csatlakozás óta évente átlagosan 40 kötelezettségszegési eljárás indult, amelyek közül átlagosan 10 jutott a második szakaszba és átlagosan 2 került a Bíróság elé.
Ismertebb ügyek, amelyek a Bíróság elé kerültek:
- 2012-ben – a bírók és ügyészek kötelező nyugdíjazása révén – az igazságszolgáltatás és – Jóri András adatvédelmi biztos kinevezésének idő előtti megszüntetése révén – az adatvédelmi hivatal függetlenségének sérelme miatt indult két eljárás.[3] Az utóbbi perhez a Bizottság oldalán csatlakozott az európai adatvédelmi biztos. A Bíróság előbbiben gyorsított eljárásban 2012-ben, utóbbiban 2014-ben a Bizottság keresetének adott helyt.[4][5] A bírók és ügyészek nyugdíjazására vonatkozóan az Országgyűlés 2013-ban módosította a törvényt, majd a Bizottság lezárta az eljárást. Ugyanakkor Jóri András idő előtti elmozdítását az ítélet nem tudta helyrehozni.
- 2015-ben a menekültügyi szabályok módosítása („jogi határzár”) miatt indult eljárás.[6] A Bíróság 2020-ban a Bizottság keresetének adott helyt.[7] Miután Magyarország nem teljesítette a Bíróság ítéletét, a Bíróság 2024-ben bírságot szabott ki. A bírság összege rendkívül nagy: 200 millió euró majd a jogsértés fennállásáig napi 1 millió euró. Ezt a Bíróság azzal indokolta, hogy a kötelezettségszegés „egy uniós közös politika egésze alkalmazásának a szándékos kijátszásában áll, az uniós jog precedens nélküli, rendkívül súlyos megsértésének minősül”.[8]
- 2017-ben szintén a menekültügyhöz kapcsolódóan, a Tanács a Görögországban és Olaszországban lévő menekültek áthelyezésére vonatkozó 2015. évi döntésének megtagadása miatt indult eljárás, Magyarországgal együtt Csehországgal és Lengyelországgal szemben.[9] A Bíróság 2020-ban a Bizottság keresetének adott helyt.[10]
- 2017-ben a felsőoktatási törvény módosítása (lex CEU) majd a külföldről támogatott szervezetek átláthatóságáról szóló törvény miatt is indult eljárás.[11] Az utóbbi perhez a Bizottság oldalán csatlakozott Svédország. A Bíróság 2020-ban mindkét ügyben a Bizottság keresetének adott helyt.[12][13] Ugyanakkor a CEU legtöbb oktatási tevékenysége 2019. szeptembertől Budapesten ellehetetlenült, Bécsbe került át, amit az ítélet nem tudott helyrehozni.
- 2018-ban ismét a menekültügyi szabályok módosítása („Stop Soros” törvénycsomag) miatt indult eljárás.[14] A Bíróság 2021-ben megállapította az uniós jog megsértését.[15]
- 2021-ben az ún. gyermekvédelmi törvénymódosítási csomag miatt indult eljárás.[16] A Bizottság véleménye szerint a vitatott rendelkezések sértik az Európai Unióról szóló szerződés 2. cikkében rögzített közös értékeket is.[17] A perhez a Bizottság oldalán csatlakozott a tagállamok többsége és az Európai Parlament.[18]
- 2024-ben a szuverenitásvédelmi törvény miatt indult eljárás.[19] A perhez a Bizottság oldalán csatlakozott a tagállamok többsége, Norvégia és az Európai Parlament.[20]